# Mehna
Mehna település Németországban, azon belül Türingiában. Lakosainak száma 252 fő (2023. december 31.).

## Népesség
A település népességének változása:
| Lakosok száma | 313  | 294  | 279  | 271  | 261  | 252  |
|               | 2014 | 2017 | 2019 | 2021 | 2022 | 2023 |